# Dennis de Sousa Oelsner
Dennis de Sousa Oelsner (* 26. Juni 1996 in Santos) ist ein brasilianisch-deutscher Fußballspieler.

## Karriere
De Sousa Oelsner begann mit dem Fußballspielen in der Jugend von Fontana Finthen, durchlief dort alle Jugendmannschaften und kam dort auch zu ersten Einsätzen im Seniorenbereich in der Landesliga Südwest. Im Sommer 2015 wechselte er ligaintern zum SV Weisenau. Nach zwei Spielzeiten und 22 Toren in 36 Ligaspielen wechselte er im Sommer 2017 in die Oberliga Rheinland-Pfalz/Saar zum SV Gonsenheim. Nur eine Spielzeit später erfolgte sein nächster ligainterner Wechsel zu Hassia Bingen. Dort konnte er mit elf Toren in 33 Ligaspielen überzeugen und er wechselte im Sommer 2019 innerhalb der Liga zum TSV Schott Mainz. Nach einer Saison schloss er sich im Sommer 2020 dem SV Lippstadt 08 in der Regionalliga West an. Nach nur vier Ligaspielen zog er im Sommer 2021 weiter zum FC-Astoria Walldorf in die Regionalliga Südwest.
Nach neun Toren in 32 Ligaspielen erfolgte im Sommer 2022 sein ligainterner Wechsel zum SSV Ulm 1846. Mit seinem Verein wurde er am Ende der Saison 2022/23 Meister und stieg in die 3. Liga auf. Dort kam auch zu seinem ersten Einsatz im Profibereich, als er am 19. August 2023, dem 2. Spieltag, bei der 2:3-Auswärtsniederlage gegen die SpVgg Unterhaching in der 84. Spielminute für Andreas Ludwig eingewechselt wurde. Bis zur Winterpause kam er jedoch nicht über die Rolle eines Ergänzungsspielers hinaus, bei seinen sechs Drittligaeinsätzen wurde er vornehmlich in den letzten zwanzig Spielminuten eingewechselt.
De Sousa Oelsner verließ im Januar 2024 die „Spatzen“ und wechselte innerhalb Württembergs zu den Stuttgarter Kickers, die als Liganeuling in der Regionalliga-Südwest-Spielzeit 2023/24 zum Transferzeitpunkt als Tabellenführer im Aufstiegsrennen zur 3. Liga standen.

## Erfolge
- Meister der Regionalliga Südwest und Aufstieg in die 3. Liga: 2023